# سعدي كارنو
نيكولا ليونار سعدي كارنو (1 يونيو 1796 - 24 أغسطس 1832) هو عالم فيزياء ومهندس عسكري فرنسي، وهو أول من وضع إطارا نظريا ناجحا للمحركات الحرارية، وهو ما يعرف حاليا بدورة كارنو، وذلك في كتابه (تأملات في القدرة الدافعة للنار) والذي صدر في 1824، ومن خلاله وضع الأساس للقانون الثاني للديناميكا الحرارية، وعلى الصعيد التقني فهو يعد أول علماء الديناميكا الحرارية، وكثيرا ما يطلق عليه أبو الديناميكا الحرارية، لأنه هو من أوجد مفاهيم الكفاءة الحرارية والمحركات الحرارية لدورة كارنو.

## حياته
ولد سعدي كارنو في باريس، وهو الابن البكر للازار كارنو ومارغريت نيكولا، والشقيق الأكبر لهيبوليت كارنو، وعم ماري فرانسوا سادي كارنو (رئيس الجمهورية الفرنسية (1887-1894)، ابن إيبوليت كارنو). سماه والده نسبة إلى الشاعر الفارسي سعدي الشيرازي (كارنو 1960، ص الحادي عشر)، وكان دائما معروفا بهذا الاسم.
منذ سن 16 عاما (1812)، عاش في باريس وشارك في المدرسة متعددة التقانات حيث كان يدرس مع معاصريه، نافيير وكوريوليس غاسبار، غوستاف، من قبل أساتذة مثل جوزيف لويس غاي-لوساك، سيمون بواسون وأندريه ماري أمبير. بعد التخرج، وأصبح ضابطا في الجيش الفرنسي قبل التفرغ للبحث العلمي، ليصبح أشهر معاصري فورييه الذين كانوا يهتمون بنظرية الحرارة. منذ عام 1814، خدم في الجيش. بعد هزيمة نابليون الأخيرة من عام 1815، ذهب والده إلى المنفى. في وقت لاحق حصل على إجازة دائمة من الجيش الفرنسي. بعد ذلك، أمضى الوقت لكتابة كتابه.

## روابط خارجية
- سعدي كارنو على موقع الموسوعة البريطانية (الإنجليزية)
- سعدي كارنو على موقع إن إن دي بي (الإنجليزية)